# Egmont Schaefer

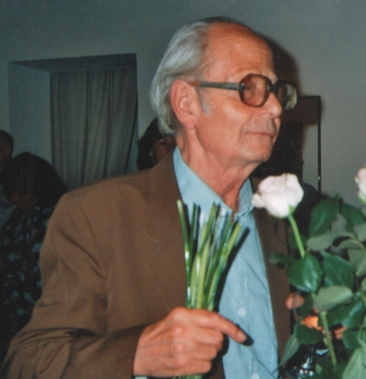
Egmont Schaefer, 1993

Egmont Schaefer (* 7. Mai 1908 in Niederschöneweide; † 11. Januar 2004 in Berlin) war ein Berliner Zeichner und Maler. Er wurde vor allem durch seine Zeichnungen aus dem Berliner Stadt- und Alltagsleben bekannt.

## Leben
Im Anschluss von Schulbesuch und Abitur an der Humboldtschule, Realgymnasium in Berlin-Oberschöneweide, studierte Egmont Schaefer 1927/28 in der Graphik-Tagesklasse der Berliner   Kunstgewerbe- und Handwerkerschule und von 1928 bis 1931 an der Unterrichtsanstalt des Kunstgewerbemuseums Berlin bei Emil Orlik. Nach Arbeitslosigkeit und freiberuflicher Arbeit als Grafiker erhielt Schaefer 1938 Berufsverbot als Grafiker durch die Reichskulturkammer, da er „Halbjude“ war. So arbeitete er bis 1944 als Hilfsarbeiter in einer großen Berliner Offsetdruckerei und wurde bis Kriegsende im Heeresbekleidungsamt dienstverpflichtet.
Nach 1945 arbeitete ES, wie er seine Zeichnungen signierte, wieder freiberuflich als Maler und Zeichner. So entstanden in den Nachkriegsjahren zahlreiche Zeichnungen und Illustrationen für die Berliner Zeitung Der Kurier. Von 1965 bis 1980 betreute er im Auftrag des Verbandes Bildender Künstler der DDR die Berliner Galerie im Turm am Frankfurter Tor. Von 1952 bis 1959 und von 1966 bis 1990 war Egmont Schaefer Mitglied des Verbandes Bildender Künstler der DDR. 1993 erhielt er das Ehrenstipendium der Berliner Senatsverwaltung für Kulturelle Angelegenheiten.
Wie kein anderer vermochte es Egmont Schaefer, das Großstadtleben Berlins in Zeichnungen festzuhalten und so auch zu dokumentieren. Aquarelle entstanden vorwiegend in den Jahren nach Kriegsende. Obwohl Schaefer als Fußgänger Berlin intensiv beobachtete, entstammten seine Werke vorwiegend seiner künstlerischen Fantasie.
Sein Nachlass wird durch den Verein Berliner Kabinett e. V. betreut.

## Öffentliche Sammlungen mit Werken Schäfers (unvollständig)
- Berlin: Berlinischen Galerie[1]
- Berlin: Kommunale Kunstsammlung Pankow[2]
- Gera: Otto-Dix-Haus

## Werke
- 1926: Plänterwald, Wasserpromenade (Bleistift)
- 1927: Spiritistische Sitzung (Bleistift)
- 1927: Der genaue Aspekt (Feder)
- 1928: Spaziergänger (Feder)
- 1928: Zwei Mädchen im Café (Bleistift)
- 1950: Stadtleben (Feder)
- 1965: Blick von oben (Aquarell)
- 1984: Flüchtende Fische (Feder)
- 1984: An der Bar (Feder)
- 1989: Voriges Jahrhundert (Feder)

## Ausstellungen (mutmaßlich unvollständig)

### Personalausstellungen
- 1971 Berlin, Institut Monbijou
- 1973: Institut für Baugebundene Kunst Monbijou: Zeichnungen Egmont Schaefer
- 1977: Galerie am Prater
- 1978: Galerie im Turm, Frankfurter Tor
- 1988: Galerie Mitte
- 1991: Galerie Inselstraße 13: Aquarelle und Zeichnungen aus 6 Jahrzehnten
- 1996: Galerie Eva Poll: Zeichnungen und Aquarelle, 1926-1996
- 1998: Galerie im Prater: Zeichnungen und Aquarelle
- 2002: Galerie im Willy-Brandt-Haus Ich habe immer weitergezeichnet. Aquarelle und Zeichnungen aus acht Jahrzehnten
- 2003: Galerie Im Turm
- 2004: Stadtgeschichtliches Museum Wismar Schabbelhaus und Galerie der Berliner Graphikpresse
- 2008: (zum 100. Geburtstag) Berlin: Ratskeller Berlin-Lichtenberg, Galerie Parterre, Galerie der Moderne Berlin-Lichterfelde, Berlinische Galerie

### Teilnahme an Gruppenausstellungen
- 1952: Bautzen, Görlitz und Zittau („Berliner Künstler“)
- 1974/1975 und 1978: Berlin, Galerie am Prater („Berliner Grafik“)
- 1975, 1977, 1979, 1983 und 1989: Berlin, Bezirkskunstausstellungen
- 1979: Berlin, Galerie am Prater („Berlin im Bild 1949–1979“)
- 1980/1981: Berlin, Ausstellungszentrum am Fernsehturm („Berliner Kunst. Malerei, Grafik, Plastik – Retrospektive“)
- 1983: Berlin, Galerie am Prater („Retrospektive 1973–1983“)
- 1985: Cottbus, Staatliche Kunstsammlungen („Zeichnungen in der Kunst der DDR. 1974–1984“)
- 1987: Berlin, Ephraim-Palais („Das Bild der Stadt Berlin von 1945 bis zur Gegenwart“)
- 1998: Berlin, Galerie am Prater („25 Jahre Galerie am Prater“)
- 2003: Berlin: Prater Galerie („Kunst am Prater 1973–2003“)

## Egmont-Schaefer-Preis
Seit 1998 wird im Abstand von zwei Jahren der Egmont-Schaefer-Preis für Zeichnung durch den Verein Berliner Kabinett e. V. an Zeichner vergeben. Bisherige Preisträger:
- 1998: Frank Diersch, Berlin
- 2000: Peter Graf, Dresden
- 2002: Andreas Bindl, München
- 2004: Jürgen Köhler, Berlin
- 2006: Sati Zech, Berlin
- 2008: German Stegmaier, München
- 2010: Heinz Handschick, Berlin
- 2012: Doris Leue, Berlin
- 2014: Hans Scheib, Berlin
- 2016: Barbara Camilla Tucholski
- 2018: Joachim John
- 2020: Kazuki Nakahara
- 2022: Havin Al-Sindy
- 2024: Oskar Manigk